# Forever (Phife Dawg)
Forever è il secondo album in studio del rapper statunitense Phife Dawg, pubblicato postumo nel 2022 in occasione del sesto anniversario della morte dell'artista.

## Tracce
1. Cheryl's Big Son (Intro) (featuring V.Rich) – 0:43
2. Only a Coward – 4:02
3. Fallback (featuring Rapsody and Renée Neufville) – 4:15
4. Nutshell Pt. 2 (featuring Busta Rhymes and Redman) – 3:41
5. Sorry (featuring V.Rich) – 4:05
6. Dear Dilla (Reprise) (featuring Q-Tip) – 3:51
7. Wow Factor (featuring Maseo) – 2:43
8. Residual Curiosities (featuring Lyric Jones) – 4:20
9. God Send (featuring Dwele) – 4:52
10. Round Irving High School (featuring Cheryl Boyce-Taylor and Angela Winbush) – 5:07
11. French Kiss Trois (featuring Redman and Illa J) – 3:58
12. 2 Live Forever (featuring Posdnuos, Little Brother and Darien Brockington) – 5:24
13. Forever – 5:57